# Robert Barthès
Pour les articles homonymes, voir Barthes.
Pas d'image ? Cliquez ici

a Compétitions nationales et continentales officielles uniquement.

Robert Barthès, né le 17 avril 1923 à L'Isle-Jourdain (Gers) et mort le 4 juin 2001 à Pollestres (Pyrénées-Orientales), est un joueur français de rugby à XV et de rugby à XIII, évoluant au poste de troisième ligne dans les années 1940 à 1950.
Il rejoint en février 1953 le club du S.U. Cavaillon.

## Biographie
Robert Barthès naît le 17 avril 1923 à L'Isle-Jourdain. Il meurt le 4 juin 2001 à Pollestres.

## Palmarès
- Collectif :
  - Vainqueur du Championnat de France : 1949 (Marseille).
  - Vainqueur de la Coupe de France : 1949 (Marseille).
  - Finaliste du Championnat de France : 1950 et 1952 (Marseille).

### Statistiques
| Saison    | Saison       | Championnat           | Championnat | Coupe           | Coupe      |
| Saison    | Saison       | Comp.                 | Class.      | Comp.           | Class.     |
| --------- | ------------ | --------------------- | ----------- | --------------- | ---------- |
| 1948-1949 | RC Marseille | Championnat de France | Vainqueur   | Coupe de France | Vainqueur  |
| 1949-1950 | RC Marseille | Championnat de France | Finaliste   | Coupe de France | 1/2 finale |
| 1950-1951 | RC Marseille | Championnat de France | 1/2 finale  | Coupe de France | 1/4 finale |
| 1951-1952 | RC Marseille | Championnat de France | Finaliste   | Coupe de France | 1/8 finale |
| 1952-1953 | RC Marseille | Championnat de France | 1/2 finale  | Coupe de France | 1/8 finale |
| 1952-1953 | SU Cavaillon | Championnat de France | 11e         | Coupe de France | 1/8 finale |